# Our Selves
Our Selves è il centosedicesimo album in studio del chitarrista statunitense Buckethead, pubblicato il 18 ottobre 2014 dalla Hatboxghost Music.

## Descrizione
Ottantaseiesimo disco appartenente alla serie "Buckethead Pikes", l'uscita di Our Selves è avvenuta esattamente una settimana dopo la pubblicazione del precedente Walk in Loset. Si tratta inoltre del quarto degli otto album pubblicati dal chitarrista durante il mese di ottobre 2014.

## Tracce
Musiche di Buckethead.
1. Our Selves – 3:50
2. Standing in the Field – 8:41
3. Dew Drops – 8:14
4. Looking from Afar – 7:53

## Formazione
- Buckethead – chitarra, basso, programmazione